# Сильвестр, Луи де
Луи́ де Сильве́стр (фр. Louis de Silvestre; 26 июня 1675, Со — 11 апреля 1760, Париж) — французский живописец.

## Жизнь и творчество
Луи де Сильвестр был младшим сыном придворного художника и гравёра французского короля Людовика XIV Израэля Сильвестра. Первым учителем рисования Луи был его отец. Позднее он, уже юношей, занимается в Королевской академии живописи и скульптуры у Шарля Лебрена и Бона Булоня Старшего. Ещё работая под их руководством, прослыл хорошим рисовальщиком, а затем совершенствовался в Италии, пользуясь советами Карло Маратти. По возвращении в Париж представил в 1702 году местной Королевской академии живописи мифологическую картину «Сотворение человека» (ныне в музее Монпелье) и был принят в члены этого учреждения, а позже (1706) избран профессором.
В 1712 году Луи де Сильвестр назначается ректором Королевской академии в Париже. В 1716 году он приезжает по приглашению короля Саксонии и Польши Августа Сильного в Дрезден, где затем живёт и работает более тридцати лет. В Саксонии Луи де Сильвестр становится обер-художником Двора и возводится в дворянское достоинство. Кроме многочисленных портретов он создаёт декоративные украшения для ряда дрезденских дворцов и различных салонов Цвингера. В 1727 году Луи де Сильвестр становится директором дрезденской Академии художеств.
После возвращения в Париж в 1752 году он получает пост ректора Академии живописи и занимает эту должность до конца своей жизни.

## Галерея

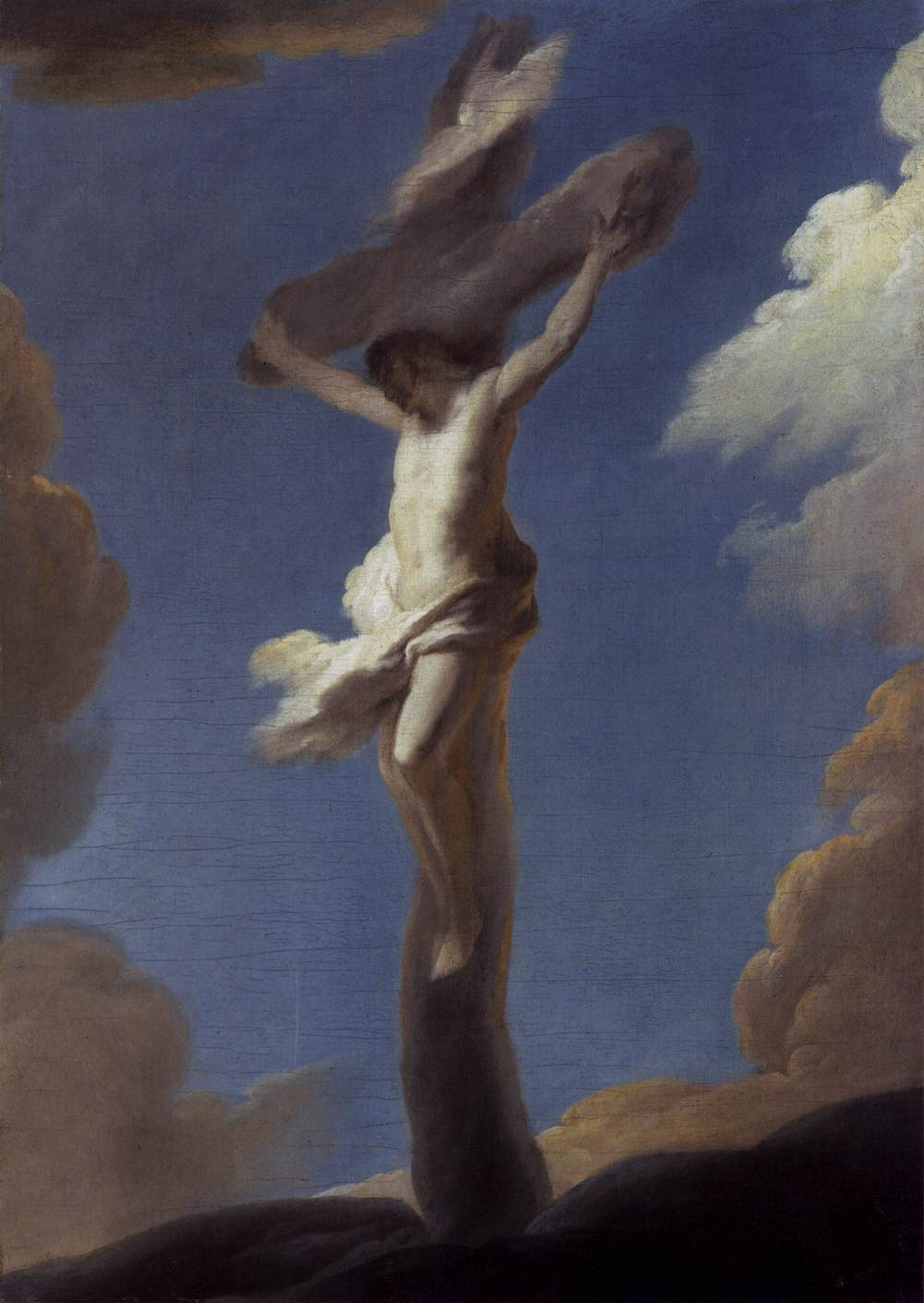
Распятие Христа
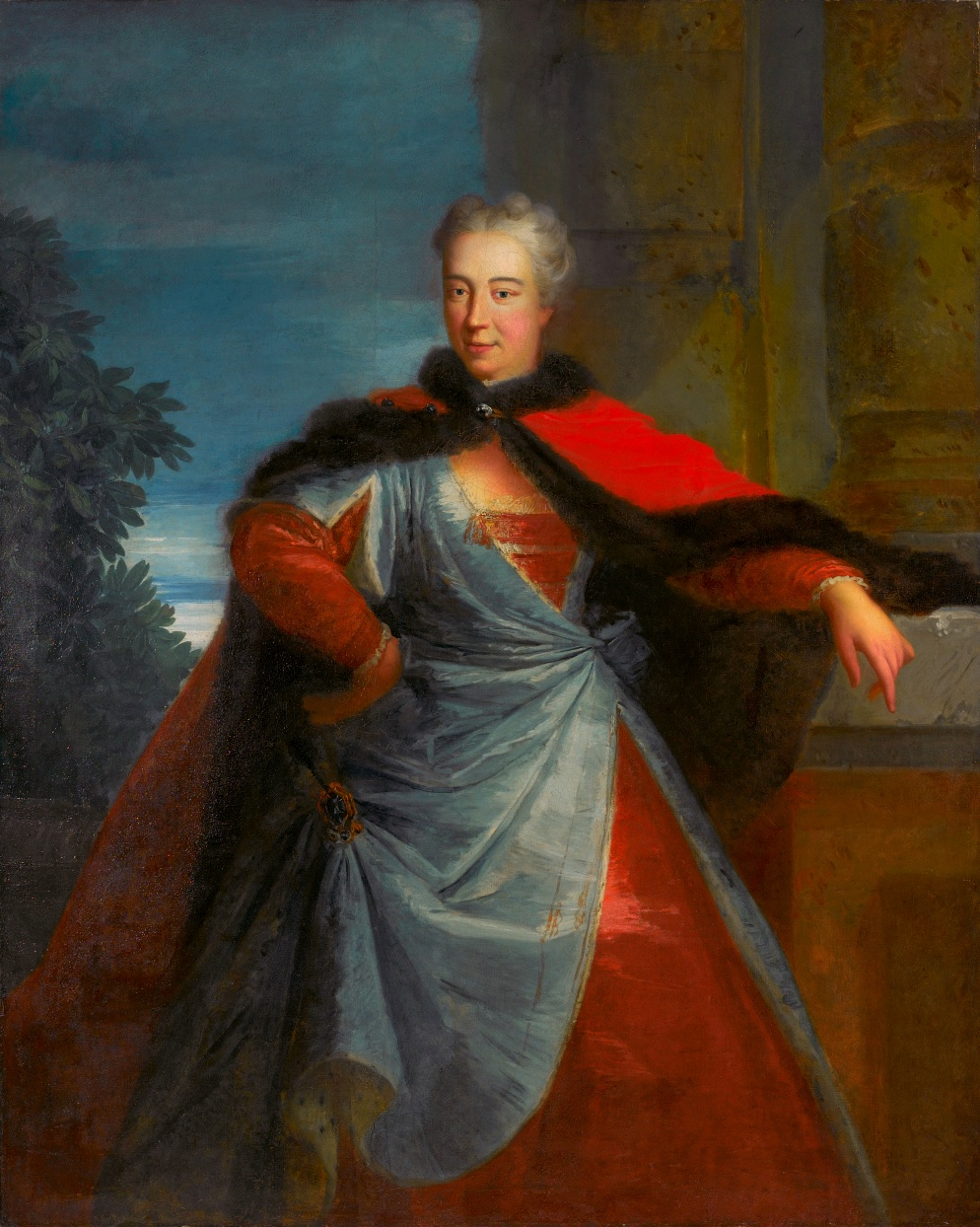
Портрет Эльжбеты Гелены Синявской
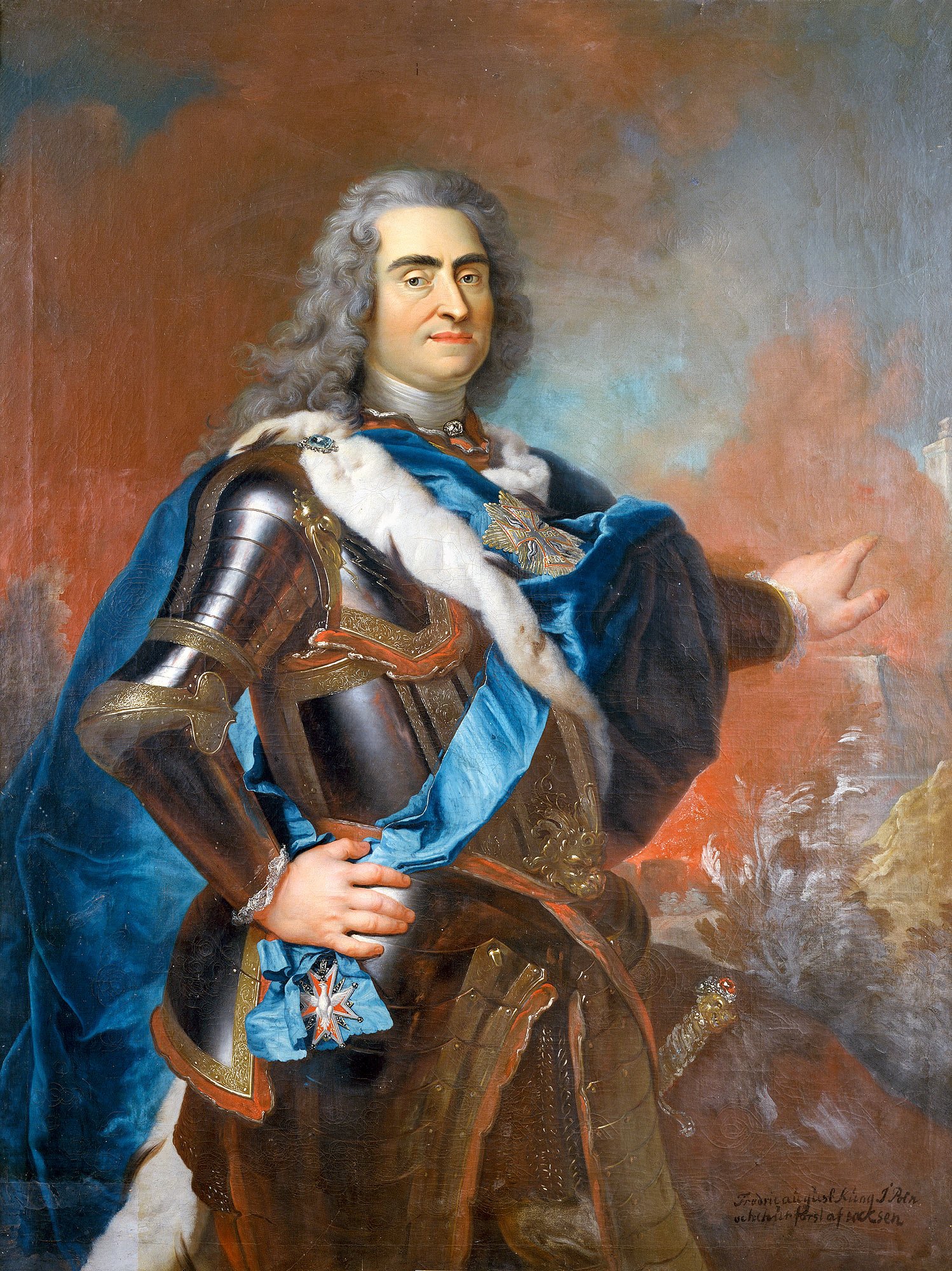
Портрет короля Августа II
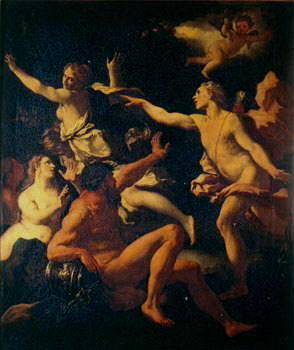
Аполлон и Дафна
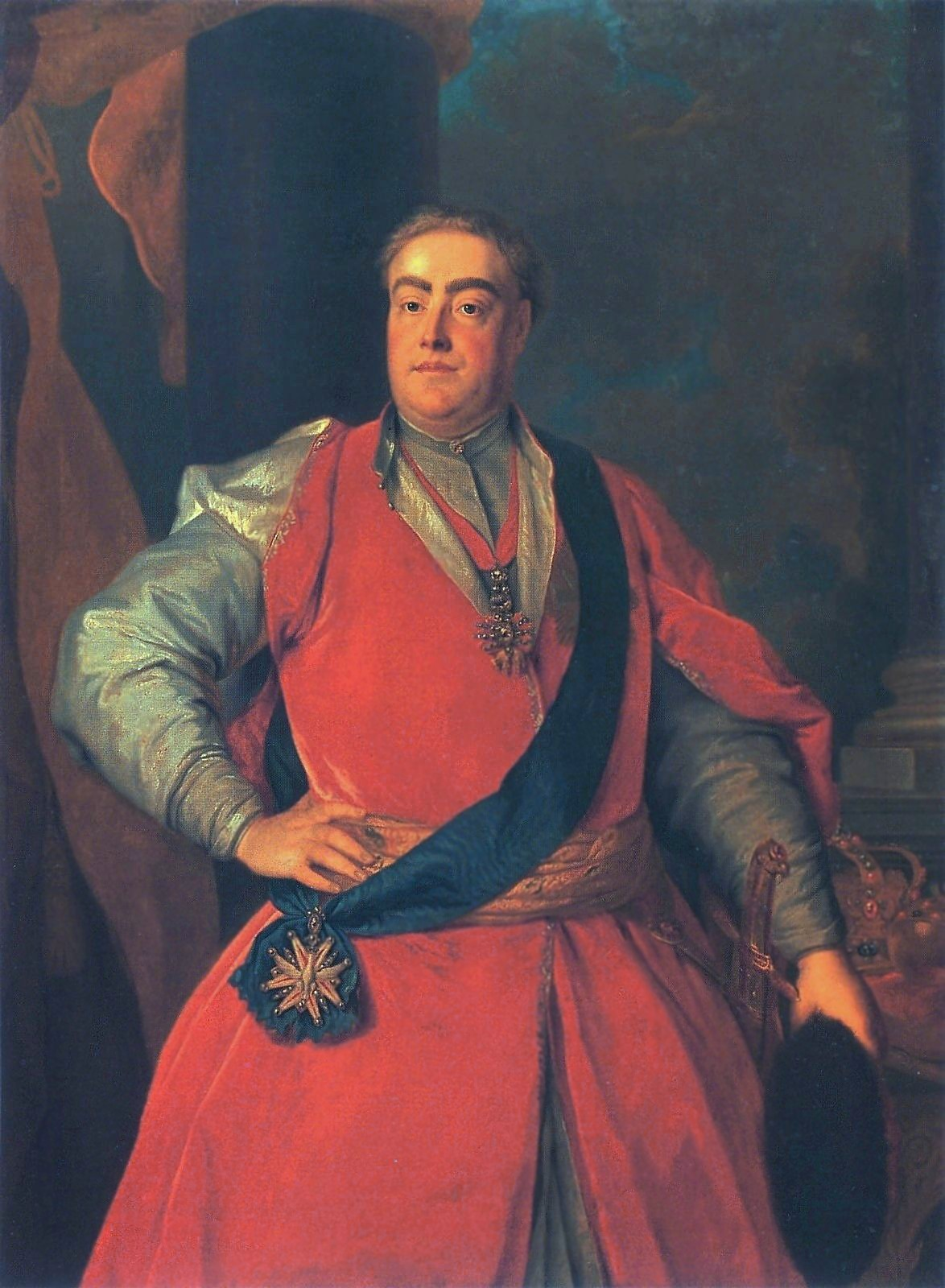
Портрет короля Августа III
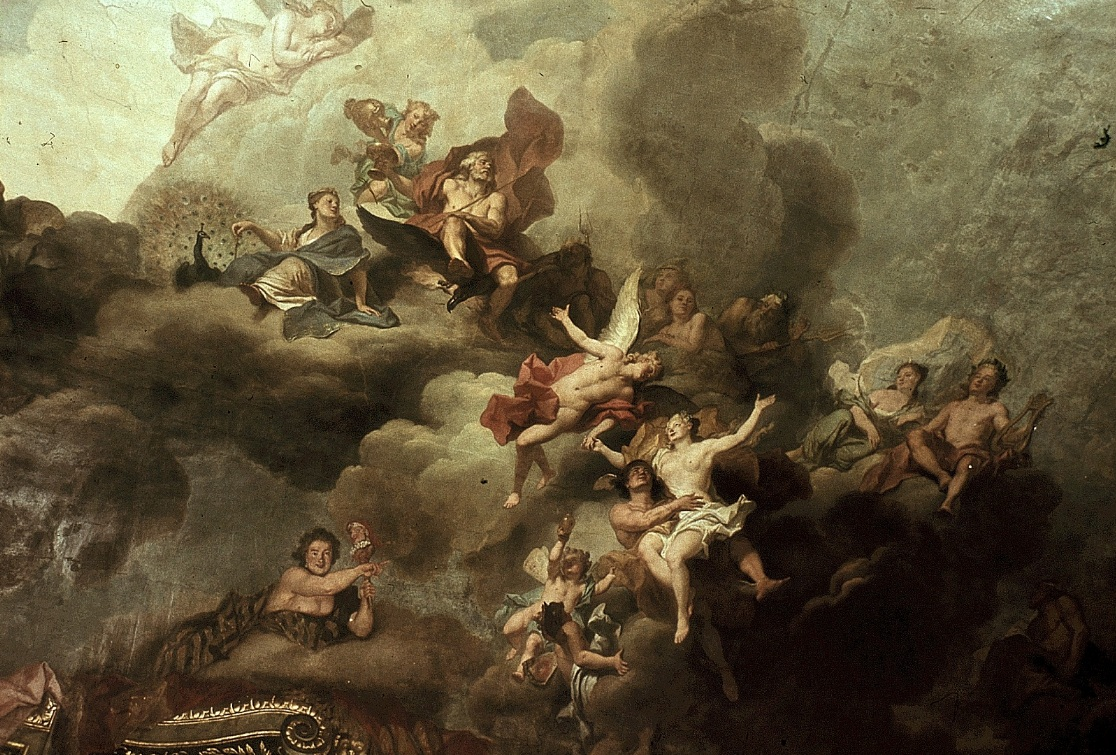
Амур и Психея
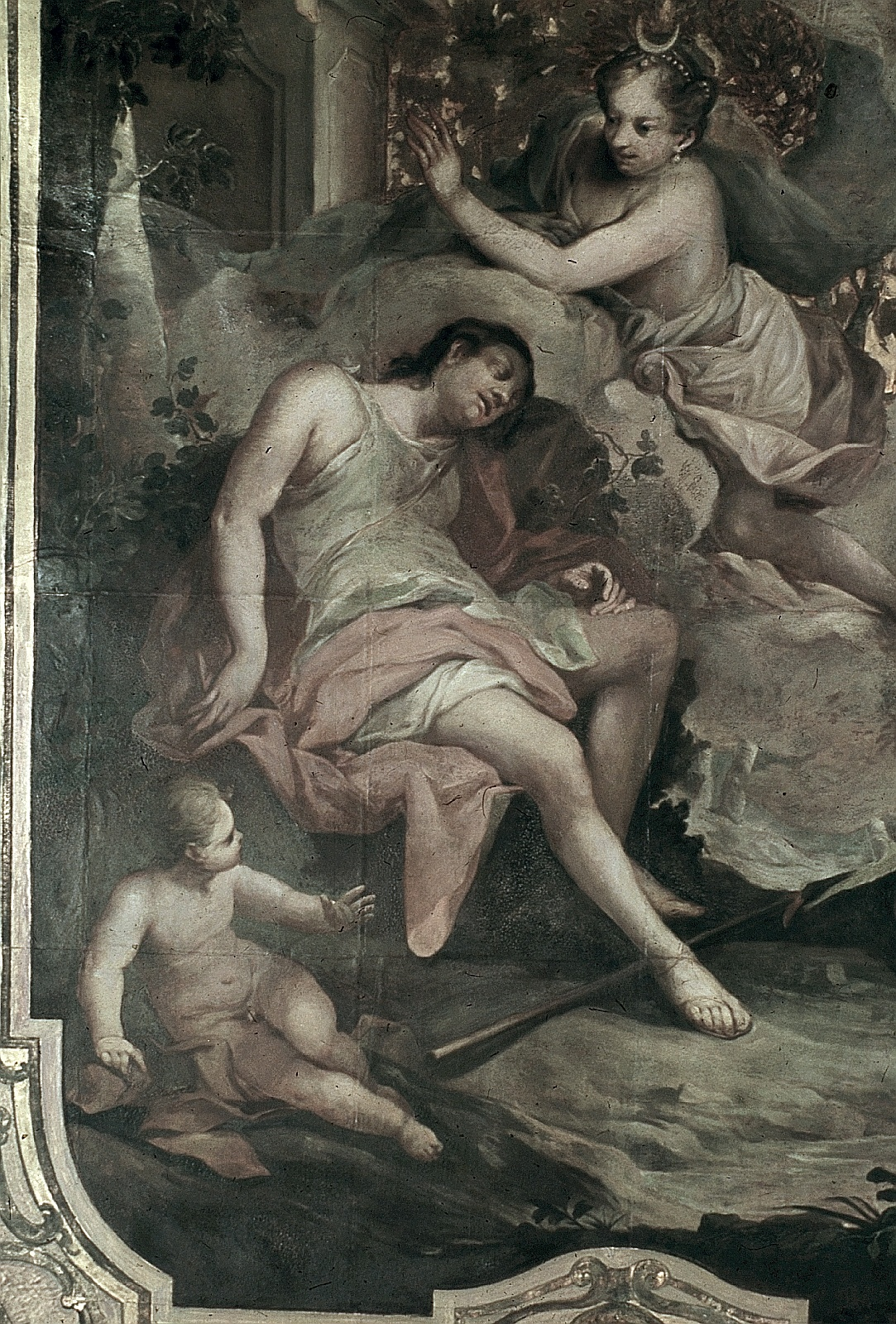
Диана и спящий Эндимион
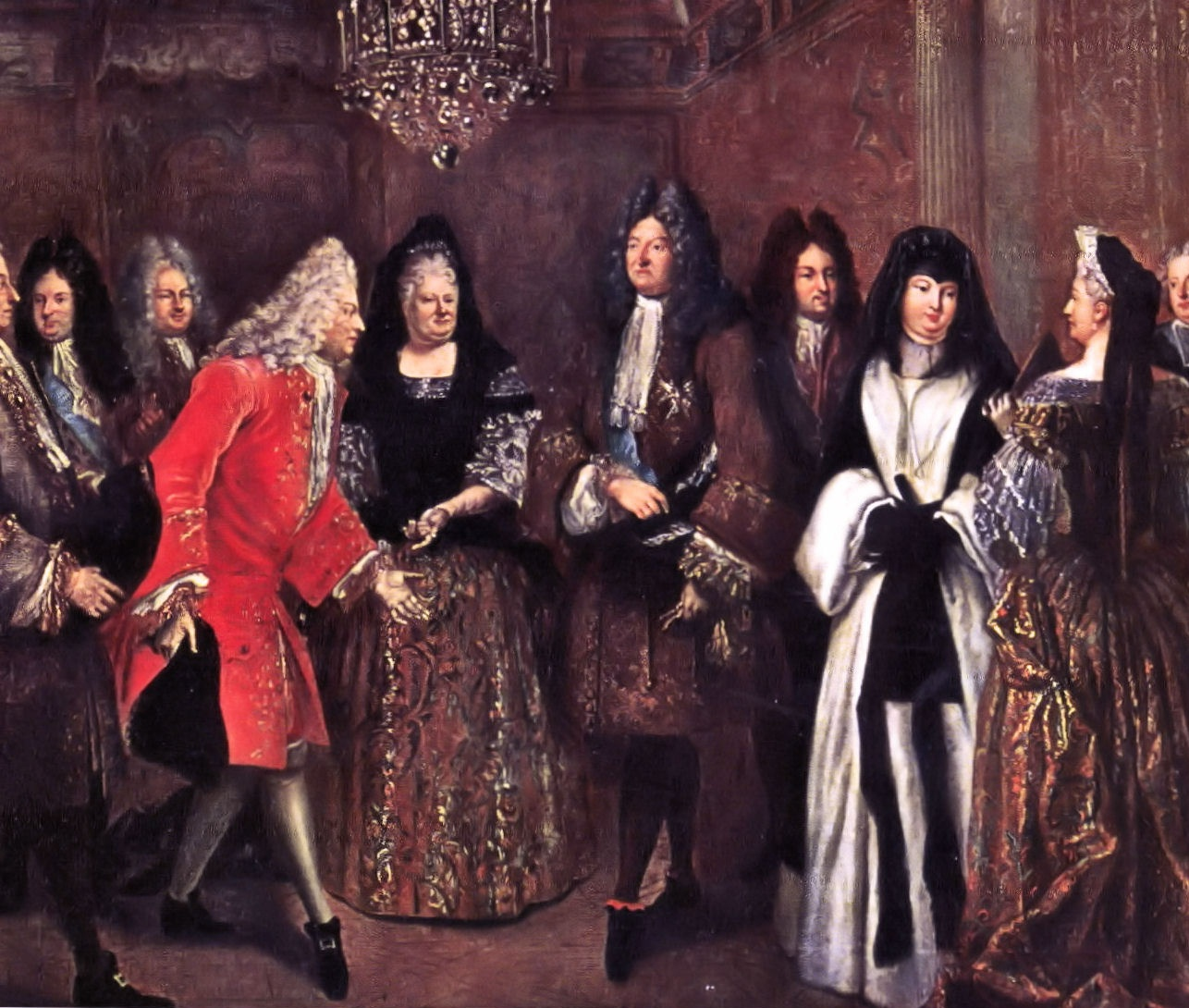
Король Людовик XIV встречает будущего короля Августа III (1715)